# Valdiviella minor
Valdiviella minor är en kräftdjursart som beskrevs av Wolfenden 1911. Valdiviella minor ingår i släktet Valdiviella och familjen Aetideidae. Inga underarter finns listade i Catalogue of Life.